# Titti De Simone
Caterina De Simone detta Titti (Palermo, 15 febbraio 1970) è una giornalista e politica italiana.

## Biografia
Giornalista professionista dal 1991, è stata giovane redattrice del quotidiano L'Ora di Palermo, chiuso nel 1992, diventando successivamente attivista dei movimenti per i diritti civili e della comunità gay: nel 1994 si è trasferita a Bologna, diventando vicepresidente dell'Arcigay provinciale, e fondando successivamente l'Arcilesbica, di cui è stata presidente dal 1996 al 2002.
Nel 2001 è stata eletta deputata alla Camera con il sistema proporzionale nella circoscrizione XX (Campania 2) ed ha aderito al gruppo di Rifondazione Comunista. Nel corso della XIV legislatura ha fatto parte della VII commissione (cultura, scienza ed istruzione).
Alle elezioni politiche del 2006 si è candidata alla Camera con il PRC nelle circoscrizioni di Campania 1 ed Emilia-Romagna e viene rieletta in Parlamento. Il 4 maggio 2006 è stata nominata Segretario alla Presidenza della Camera. Resta a Montecitorio fino al 2008.
Nel 2012 è stata presidente del Sicilia Queer Filmfest (che si svolge a Palermo nel mese di giugno) e ha diretto la collana, I racconti di Nzocchè per la casa editrice Navarra di Palermo. Per la stessa casa editrice cura un libro, dedicato alla regista e drammaturga palermitana Emma Dante: un libro-intervista che articola una riflessione sulle ragioni del degrado culturale - oltre che morale - in cui versa Palermo, metafora di una condizione generale del Paese. Con questa pubblicazione vince nel 2011 il premio Enriquez, come miglior testo sul teatro di impegno civile.
Nel 2013 è portavoce del Pride nazionale a Palermo. Nello stesso anno si iscrive per la prima volta al PD (lascerà poi la tessera nel 2017). Nel 2014 è nominata assessore al Patrimonio e ai Servizi Demografici del comune di Bari nella giunta di Michele Emiliano. In occasione delle elezioni regionali in Puglia del 2015 ha fatto parte dello staff del candidato del centrosinistra Emiliano coordinando il programma, realizzato attraverso un processo partecipativo denominato Le Sagre del Programma; dopo il successo elettorale è stata nominata Consigliera politica del Presidente per l'attuazione del Programma.
Nel 2022 si iscrive nuovamente al Partito Democratico per sostenere la candidatura di Elly Schlein al congresso, durante il quale svolge il ruolo di coordinatrice regionale della mozione in Puglia. Nel 2023 a conclusione del congresso entra nella direzione nazionale del partito e viene eletta presidente del PD di Bari.